# إيرين مارتينيز
إيرين مارتينيز هي عداءة سريعة كوبية، ولدت في 28 أكتوبر 1944، وتوفيت في أبريل 2014.